# Cuarteto (poesía)
El  Cuarteto es una estrofa de cuatro versos endecasílabos de rima consonante, en los que riman el primero con el cuarto y el segundo con el tercero: (ABBA)
¿Qué / ten / go / yo / que / mi-a/ mis / tad / pro / cu / ras?
¿Qué-in / te / rés / se / te / si / gue, / Je / sús / mí /o,
que-a / mi / puer / ta, / cu / bier / to / de / ro / cí / o,
pa / sas / las / no / ches / del / in / vier / no-os / cu / ras? 
Primera estrofa del sonetode Lope de Vega.

El cuarteto, como tal, se ha usado también formando grupos que constituyen un poema extenso (como en el "Poema de los dones" de Jorge Luis Borges, y otros suyos) pero su uso más común ha sido en sonetos, poemas estróficos formados por dos cuartetos y dos tercetos.

## Otras estrofas de cuatro versos
- Serventesio, si los versos son de arte mayor con rima consonante (ABAB).
- Redondilla, si los versos son de arte menor,[5] normalmente octosílabos, con rima asonante (abba).
- Cuarteta, si los versos son  de arte menor,[5] normalmente octosílabos con rima consonante (abab).
- Cuaderna vía, si los versos son alejandrinos con rima consonante monorrima.
- Copla, si los versos son octosílabos con rima asonante (-a-a).
- Seguidilla, si los versos son heptasílabos alternados con pentasílabos con rima asonante (abab).